# Koordinative Fähigkeiten (Allgemein)
Unter Koordinativen Fähigkeiten (zusammenfassend singularisch auch Koordinationsfähigkeit) versteht man allgemein das Vermögen, verschiedene Einzelaufgaben oder menschliche Aktivitäten in einem komplexen Aufgabenfeld so zu organisieren, dass sie sich sinnvoll und zweckgerichtet ineinanderfügen, eben koordiniert sind. Der Plural deutet darauf hin, dass es sich um eine große Zahl einzelner Komponenten handelt, die einem gemeinsamen Ziel (z. B. einer Rettungsaktion, einem
Katastropheneinsatz, einer  militärischen Operation) dienstbar gemacht werden.

## Koordinative Fähigkeiten und Fertigkeiten
Die Differenzielle Psychologie unterscheidet zwischen Fähigkeiten und Fertigkeiten. Fähigkeiten sind lediglich Leistungsbereitschaften, Dispositionen, die erst mit ihrer Realisierung zu Fertigkeiten werden. Aus Potenzen (Fähigkeiten) können, müssen aber keine konkreten Könnensformen (Fertigkeiten) erwachsen. Es findet keine automatische Umsetzung von Fähigkeiten in Fertigkeiten statt. Es gibt auch brach liegende, ungenutzte Fähigkeiten. Der Umsetzungsvorgang, der immer auch ein Lernprozess ist, beansprucht zusätzliche Leistungspotenziale und psychische Energien wie Motivation, Wille, Fleiß, Zielstrebigkeit, Durchhaltevermögen, Frustrationstoleranz, Lernbereitschaft, Wertausrichtung. Es gibt speziell begabte Menschen, die bei einer komplexen Aufgabe scheitern, weil sie mangels dieser zusätzlichen Kompetenzen ihre Fähigkeiten nicht in Fertigkeiten verwandeln oder koordinieren können. Die (unsichtbaren) koordinativen Fähigkeiten werden erst in der Anwendung substantiell sichtbar.

## Anforderungsprofile koordinativer Fähigkeiten
Koordinative Fähigkeiten kommen in unterschiedlichen Lebensbereichen zum Tragen. Sie unterscheiden sich entsprechend in ihren Anforderungsprofilen:
Beispiel Klinikleitung
Eine Klinikleitung hat die Aufgabe, die Arbeit der einzelnen Abteilungen und Mitarbeiter (Ärzte, Schwestern, Pfleger, Verwaltungsangestellte, Reinigungspersonal etc.), die Bedürfnisse der unterschiedlichen Berufsgruppen, die Dienstabläufe, die Urlaubspläne, den Geldmittelfluss, die Ausstattungswünsche usw. zu koordinieren.
Beispiel Polizeiaktion
Die Einsatzleitung muss die speziellen Aktionen der einzelnen Kommandoeinheiten und Einsatzkräfte sowie die Abläufe für Beobachtung, Annäherung, Zugriff, Waffeneinsatz, Bevölkerungsschutz, Presseinformationen etc. personell, zeitlich und sachlich koordinieren.
Beispiel Festivalgestaltung
Die Organisatoren eines öffentlichen Großereignisses sind gefordert, Starauftritte, Publikumsinteressen, technische Abläufe, Sicherheitsmaßnahmen, Helfer- und Rettungsdienste, Verkehrsgestaltung, Zeitpläne etc. sachgerecht und risikominimierend zu koordinieren.
Jedes dieser Aufgabenfelder erfordert spezifische Sachkenntnisse und unterschiedliche koordinative Fähigkeiten. Die Ansprüche steigen mit der Komplexität, Gefährlichkeit oder Bedeutung der Aufgabe.

## Übertragbarkeit koordinativer Fähigkeiten
Koordinative Fähigkeiten erweisen sich grundsätzlich als sachbereichsgebunden. Sie müssen sich in jedem Anwendungsfeld unter den spezifischen Umständen bewähren. Dennoch gibt es übergreifende Einzelfähigkeiten mit ähnlichen Strukturmerkmalen. Als solche sind z. B. Organisationstalent, Kommunikationsvermögen, Führungsqualität, Entscheidungsstärke, Flexibilität, Spontaneität, Realitätssinn, Menschenkenntnis, Kompromissbereitschaft zu nennen, die immer gefragt sind. Wer eine Polizeiaktion erfolgreich durchzuführen versteht, ist deshalb noch nicht für die Leitung einer Schule qualifiziert. Je mehr sich jedoch die Aufgabenfelder strukturell ähneln, desto besser und leichter lassen sich Qualifikationen in den anderen Bereich mitnehmen. So stellt etwa die Leitung eines Krankenhauses, einer Polizeischule oder eines Gymnasiums zahlreiche verwandte Ansprüche an die koordinativen Fähigkeiten.